# 兼田富太郎
兼田 富太郎（かねだ とみたろう、1910年8月25日 - 1985年3月29日）は、昭和時代の労働運動家。全日本港湾労働組合（全港湾）委員長。

## 経歴
広島県出身。戦前から大阪港の労働組合運動に参加し、日本労働組合全国評議会（全評）に所属。1945年10月間瀬場由蔵らと大阪河川運送従業員組合を結成、書記長。同年末に間瀬場由蔵、平井重太郎らと大阪港湾労働組合同盟を結成。1946年7月全日本港湾労働組合同盟（1949年全日本港湾労働組合に改組）を結成、教育部長、書記長を経て、1951年副委員長、1952年から1974年委員長。この間、1958年日本労働組合総評議会（総評）副議長。1972年から1974年全国港湾労働組合連合会（全国港湾）初代議長。1974年8月日中労働者交流協会（日中労交）初代事務局長。1985年3月29日に74歳で死去。同年5月14日に全港湾葬が行われた。

## 人物
総評・高野派の中心メンバー。1951年に労働者同志会の結成に参加したが、1953年に労働者同志会が高野派と反高野派に分裂すると、炭労の石黒清、日教組の平垣美代司らとともに労働者同志会を離れた。同年4月の参議院議員選挙に立候補したが落選した。1954年に高野派の労組幹部や学者・文化人が創刊した雑誌『国民』（国民社）の発起人の1人。1977年に雑誌『労働情報』が創刊された際には市川誠、松尾喬、清水慎三とともに顧問となった。
1953年3月の日本人帰国船の第1船に日本代表の1人として乗船し訪中したのが、全港湾と中国の交流の始まりとなった。日中国交回復運動に取り組み、1985年に死去するまで日中労働者交流協会（日中労交）初代事務局長を務めた。
日本社会党員。